# Femme Fatale (album của Britney Spears)
Femme Fatale là album phòng thu thứ bảy của ca sĩ người Mỹ Britney Spears, phát hành ngày 25 tháng 3 năm 2011 bởi Jive Records. Đây là album cuối cùng của cô hợp tác với Jive trước khi hãng đĩa giải thể vào cuối năm này và Spears được chuyển đến RCA Records. Với mong muốn tạo nên một "album dance dữ dội" với "âm thanh tươi mới", Femme Fatale kết hợp phong cách âm nhạc của dance-pop, electropop, EDM và synth-pop bên cạnh những ảnh hưởng từ nhạc dubstep, techno và electro. Spears bắt đầu triển khai album trong chặng thứ hai của chuyến lưu diễn The Circus Starring Britney Spears (2009), cùng thời điểm thực hiện album tuyển tập thứ hai của cô The Singles Collection (2009), trong đó nữ ca sĩ hợp tác với một loạt nhà sản xuất khác nhau như Max Martin, Dr. Luke, Fraser T Smith, Rodney Jerkins, Bloodshy, will.i.am, Stargate và Travis Barker.
Sau khi phát hành, Femme Fatale đa phần nhận được những đánh giá tích cực từ các nhà phê bình âm nhạc, trong đó họ đánh giá cao phong cách dance-pop và khâu sản xuất của album, nhưng cũng vấp phải một số ý kiến trái chiều về chất giọng của Spears bị xử lý quá mức và việc nữ ca sĩ ít tham gia vào quá trình sáng tác. Tuy nhiên, đĩa hát đã gặt hái nhiều thành công lớn về mặt thương mại, đứng đầu các bảng xếp hạng ở Úc, Brazil, Canada, Mexico, Nga và Hàn Quốc, đồng thời lọt vào top 10 ở 24 quốc gia khác, bao gồm vươn đến top 5 ở những thị trường lớn như Pháp, Ireland, New Zealand, Na Uy, Tây Ban Nha, Thụy Điển và Thụy Sĩ. Tại Hoa Kỳ, Femme Fatale ra mắt ở vị trí số một trên bảng xếp hạng Billboard 200 với 276,000 bản, trỏ thành album quán quân thứ sáu của Spears và giúp cô trở thành nghệ sĩ trẻ nhất đạt được thành tích trên.
Bốn đĩa đơn đã được phát hành từ Femme Fatale, trong đó đĩa đơn đầu tiên "Hold It Against Me" dẫn đầu bảng xếp hạng Billboard Hot 100 ngay trong tuần đầu và phá vỡ kỷ lục về lượng tải nhạc số ở tuần ra mắt lúc bấy giờ. Hai đĩa đơn tiếp theo "Till the World Ends" và "I Wanna Go" lần lượt đạt vị trí thứ ba và thứ bảy tại Hoa Kỳ, giúp album trở thành đĩa hát đầu tiên của Spears có ba đĩa đơn vuơn đến top 10. Đĩa đơn thứ tư và cuối cùng, Criminal" đạt vị trí quán quân ở Brazil và lọt vào top 20 ở một số quốc gia. Để quảng bá album, nữ ca sĩ thực hiện chuyến lưu diễn thứ tám trong sự nghiệp Femme Fatale Tour với 79 đêm diễn và đi qua Bắc Mỹ, Châu Âu, Châu Á và Mỹ Latinh. Ngoài ra, Spears cũng tham gia trình diễn trên những chương trình truyền hình và hợp tác trong nhiều bản phối lại với Kesha, Nicki Minaj và Rihanna. Tính đến tháng 2 năm 2014, Femme Fatale đã bán được 2.4 triệu bản trên toàn thế giới.

## Tổng quan và quá trình phát triển

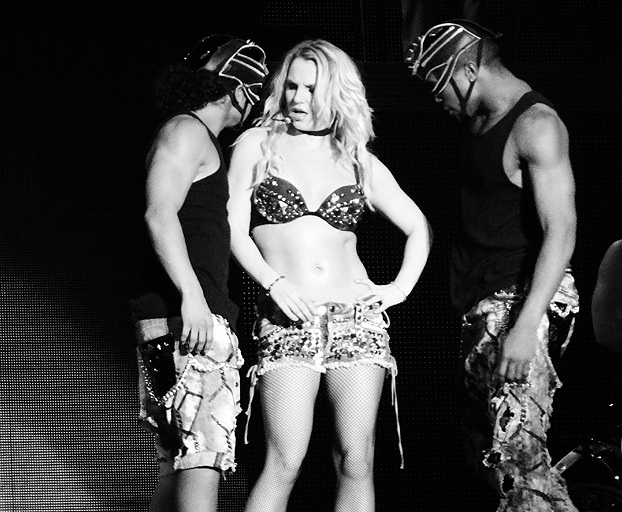
Spears trình diễn "S&M" trong chuyến lưu diễn Femme Fatale Tour năm 2011

Ngày 12 tháng 7 năm 2009, Spears xác nhận qua tài khoản Twitter cá nhân rằng cô đang bắt đầu thu âm những bản nhạc mới, đồng thời tiết lộ việc hợp tác với nhạc sĩ kiêm nhà sản xuất người Thụy Điển Max Martin, trong khoảng thời gian cô lưu diễn ở Stockholm trong chặng Châu Âu của The Circus Starring Britney Spears. Những buổi thu âm tạo nên một số thành phẩm cho album cũng như bài hát "3", sau đó được phát hành dưới dạng đĩa đơn từ album tuyển tập thứ hai của Spears The Singles Collection (2009).
Vào tháng 6 năm 2010, trong một cuộc phỏng vấn với Rap-Up, Danja tiết lộ rằng anh đã làm việc với Spears trong quá trình tiền sản xuất của Femme Fatale. Darkchild, người cũng được cho là đang hợp tác với cô, chia sẻ trên Ustream vào tháng 8 năm 2010 rằng "Người hâm mộ Britney sẽ rất hạnh phúc trong vài tuần nữa", ám chỉ đến việc phát hành bài hát mới. Tuy nhiên, quản lý của Spears Adam Leber phủ nhận thông tin trên, tuyên bố rằng "Hiện tại không có tin tức nào về nhạc mới cả.... Mong mọi người không lan truyền thông tin gây hiểu lầm cho khán giả. Không hay chút nào! Tái bút- Những người ĐANG làm việc cho album tiếp theo của Brit vẫn CHƯA HỀ nói gì về điều đó..." Leber sau đó trả lời phỏng vấn với Entertainment Weekly, gọi âm nhạc của Femme Fatale là "tiến bộ" và "khác biệt với những gì bạn từng nghe." Vào tháng 11 năm 2010, Dr. Luke thông báo rằng anh sẽ đóng vai trò điều hành sản xuất cho album, cùng với Max Martin. Spears giải thích trong một buổi phỏng vấn với Rolling Stone rằng cô từng làm việc với Luke trong quá trình sản xuất Blackout (2007), nhận xét rằng anh "rất tuyệt vời" trong khoảng thời gian đó và kỹ năng của anh đã được cải thiện. Cô cũng nói rằng Martin là người đồng hành với cô từ khi bắt đầu sự nghiệp và "khiến [cô] thoải mái hơn bất kỳ ai từng hợp tác trong phòng thu". Vào ngày 2 tháng 12 năm 2010, nhân ngày sinh nhật lần thứ 29 của cô, Spears cảm ơn người hâm mộ vì những lời chúc mừng và thông báo, "Tôi sắp hoàn thành album mới và sẽ ra mắt vào tháng 3 này."

## Thu âm và sản xuất
Tháng 7 năm 2009, Spears thông báo rằng cô đang bắt đầu thu âm dự án mới với cộng tác viên lâu năm Max Martin. Spears thể hiện mong muốn tạo nên một album "có âm thanh mới mẻ [...] cho câu lạc bộ hoặc khiến bạn phấn khích khi mở nhạc trong xe hơi lúc ra ngoài vào ban đêm, nhưng tôi cũng muốn album có âm thanh khác biệt với mọi thứ ở hiện tại." Spears cũng tuyên bố rằng cô muốn đảm bảo Femme Fatale sẽ hoàn toàn mới mẻ so với album phòng thu trước của cô Circus (2008). Sau khi "Hold It Against Me" được sáng tác, Luke và Martin ban đầu muốn đưa bài hát cho Katy Perry, nhưng sau đó họ quyết định rằng bản nhạc không phù hợp với cô. Họ tiếp tục làm việc với Billboard và Luke nhận xét rằng trước khi đưa "Hold It Against Me" cho Spears, anh muốn đảm bảo rằng bài hát sẽ có âm nhạc khác với những tác phẩm trước đây của anh. Darkchild tuyên bố rằng khi làm việc với nhau, Spears rất "thực tế" và "có rất nhiều ý tưởng cho [anh ấy]." Sau đó, anh tiết lộ đã sản xuất hai bài hát cho album, một trong số đó có sự góp mặt của Travis Barker. Darkchild nói thêm rằng bản nhạc "[có] chút hơi hướng rock nằm ngoài khuôn khổ, nằm ngoài chuẩn mực của tôi, và tôi nghĩ cũng nằm ngoài chuẩn mực của cô ấy." Nhà sản xuất điều hành Dr. Luke tuyên bố rằng "[Tôi cảm thấy như] Britney có thể loại riêng của cô ấy: Nếu bạn nhìn lại những bài hát như "Toxic", "Piece of Me" hay "Oops!... I Did It Again", tất cả chúng đều có sức ảnh hưởng và dẫn đầu [...] Cô ấy muốn tiếp tục theo đuổi điều đó và làm những thứ 'có tư duy tiến bộ', vì vậy, chúng tôi đưa một số thứ dubstep vào album, trong những đoạn bridge; và lén lút đặt vào nhiều chỗ khác nhau."

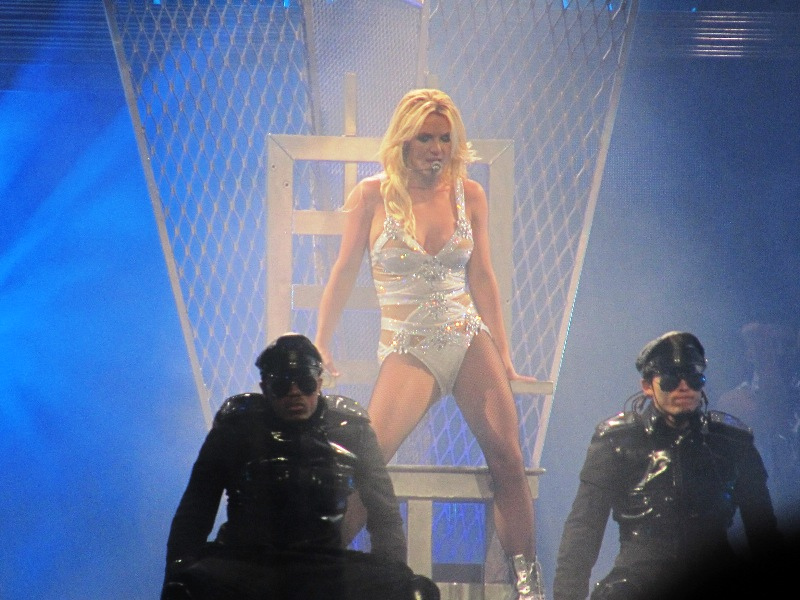
Spears trình diễn "Hold It Against Me" trong chuyến lưu diễn Femme Fatale Tour năm 2011

Dr. Luke tiết lộ vào tháng 2 năm 2011 rằng danh sách bài hát cuối cùng vẫn chưa được thống nhất. Cũng trong cuối tháng, Spears làm việc với will.i.am. Spears sau đó chia sẻ rằng cô là một người hâm mộ của Black Eyed Peas và rất muốn được hợp tác với will.i.am một lần nữa trong tương lai. Cô cũng nói rằng cô biết đến Sabi thông qua một người bạn giới thiệu và luôn muốn giới thiệu nghệ sĩ mới trong những album của cô, do đó họ thu âm "(Drop Dead) Beautiful". Nhà sản xuất người Anh Fraser T Smith làm việc với Spears trong ba bản nhạc và khen ngợi đạo đức nghề nghiệp của cô, nói rằng giọng hát của nữ ca sĩ rất mạnh mẽ và cô rất tập trung vào âm nhạc. William Orbit xác nhận ông đã đồng sáng tác một bài hát cho Spears với Klas Åhlund, nhưng thành phẩm lại không được chọn cho danh sách cuối cùng. Orbit tuyên bố rằng ông không hài lòng với quyết định và bình luận, "[V]ề chuyện Britney. Này, tôi đã đến trại sáng tác ở Teresa. Một khoảng thời gian tuyệt vời. Rồi tin đồn lan truyền. Mọi người đưa ra giả định. Dr Luke là điều hành sản xuất và anh ta tương tác với những ai anh ta thích. Và (tôi có nghe bạn hỏi) B ở đâu trong tất cả chuyện này đúng không? Tôi hoàn toàn không biết. [C]ó một bài hát [với] Klas Ahlund, người sáng tác 'Piece of Me'. Và bản nhạc rất tuyệt. Nhưng rõ ràng là không nằm trong [Femme Fatale]. Nhưng dù thế nào thì một bài hát hay thì vẫn là một bài hát hay."

## Nhạc và lời
Nhiều nhà phê bình âm nhạc ghi nhận phong cách electropop, dance-pop, EDM và synth-pop trong Femme Fatale. Nhà phê bình Jody Rosen viết về album, "Khái niệm rất đơn giản: một bản thu âm tiệc tùng với tràn ngập tình dục và nỗi buồn". Femme Fatale được so sánh với những đĩa hát trước của Spears, như In the Zone (2003), Blackout (2007) và Circus (2008). Mặc dù bị chỉ trích vì không tham gia vào quá trình sản xuất và sáng tác album, Spears viết "Scary", do Fraser T Smith sản xuất và được đưa vào phiên bản cao cấp của album tại Nhật Bản. Album mở đầu bằng "Till the World Ends", đồng sáng tác bởi Kesha, được mô tả là một bản dance-pop và electropop sôi động, với nhịp điệu electro và những ảnh hưởng của techno và Eurodance. Bài hát mở đầu bằng tiếng còi báo động và một đoạn bassline "nóng bỏng". Nhiều nhà phê bình khen ngợi "chất thánh ca" và "điệp khúc như hô hào" của bài hát. Bài hát thứ hai và cũng là đĩa đơn mở đường "Hold It Against Me" là một bản dance-pop có nhịp điệu industrial, trong đó đoạn cao trào chịu ảnh hưởng của dubstep và kết hợp những yếu tố của grime, trong khi phần điệp khúc cuối chịu ảnh hưởng của rave. Lời bài hát nói về một cô gái quyến rũ ai đó trên sàn nhảy, với đoạn điệp khúc xoay quanh những câu tán tỉnh, khi Spears hát: "If I said I want your body now, would you hold it against me?". "Hold It Against Me" và Spears được Rick Florino của Artistdirect khen ngợi vì "bước vào lãnh địa mới và một lần nữa mở rộng ranh giới của dance-pop." Bài hát thứ ba "Inside Out" là một bản electropop kết hợp với dubstep và R&B, được bổ sung thêm "tiếng synth như rung chuyển trái đất". Bản nhạc được khen ngợi bởi quá trình sản xuất phức tạp và được so sánh với nhiều tác phẩm trước đó của cô trong In the Zone và Circus, cũng như âm nhạc của Janet Jackson và album Ray of Light (1998) và đĩa đơn "Music" (2000) của Madonna. Spears hát ở phần điệp khúc: "Baby shut your mouth and turn me inside out", và sau đó tiếp tục với "Hit me one more time it's so amazing" và "You're the only one who's ever drive me crazy", ám chỉ đến những bài hát của cô "...Baby One More Time" và "(You Drive Me) Crazy". "I Wanna Go", bản nhạc thứ tư, là một bài hát dance-pop và Hi-NRG, kết hợp yếu tố của techno và nhiều đoạn bassline. Bài hát còn sở hữu giai điệu huýt sáo. Trong phần điệp khúc, cô hát: "I-I-I wanna go-o-o / All the wa-a-ay / Taking out my freak tonight". Một số phân đoạn của "I Wanna Go" được so sánh với album của cô Blackout.
"How I Roll" là bản nhạc thứ năm, được sản xuất bởi Bloodshy, Henrik Jonback và Magnus, trong đó Spears "cuốn theo hiệu ứng hít vào thở ra liên tục", và được mô tả là "một bản pop vui tươi, sôi động". Giọng hát của Spears thay đổi rất nhiều, được đưa qua nhiều bộ lọc biến dạng. Bài hát sử dụng tiếng vỗ tay liên tục, với nhiều yếu tố được so sánh với "Strawberry Bounce" của Janet Jackson. Bài hát thứ sáu và thứ bảy "(Drop Dead) Beautiful" và "Seal It With a Kiss" được Christopher Kostakis của Samesame.com.au bình luận như "chất làm đầy". Tuy nhiên, Keith Caulfield của Billboard chỉ ra rằng "với những câu ghép vui nhộn như 'your body looks so sick, I think I caught the flu' và 'you must be B.I.G. because you got me hypnotized' -- '[Drop Dead] Beautiful' đem lại cảm giác dễ chịu" "Big Fat Bass" là bản nhạc thứ tám của Femme Fatale, và được giới chuyên môn nhận xét "bám sát vào những tinh túy của sàn nhảy". Bài hát được Idolator ghi nhận là hấp dẫn, nhưng lặp đi lặp lại. "Trouble for Me", bài hát thứ chín trong album, với đoạn tiền điệp khúc "đầy tiếng synth tan chảy, khò khè" giống như "tiếng rung của Wiley", chuyển sang "chất giọng của Janet Jackson." Giọng hát của Spears được xử lý Auto-Tune, nhưng chất giọng của cô được mô tả là "thô" với tông giọng "gợi cảm" và "độc nhất vô nhị". "Criminal", bài hát cuối cùng trong bản tiêu chuẩn của album, là một bản có nhịp độ trung bình được dẫn dắt bới tiếng guitar, kết hợp giai điệu sáo theo phong cách dân gian. Seattle Weekly của Seattle Weekly nói rằng bài hát "thoát khỏi tiếng synth mạnh mẽ và dồn dập, thay vào đó là nhịp guitar đều đặn và giai điệu sáo dân gian châu Á kỳ lạ." Trong vài đoạn, Spears hát về việc yêu một chàng trai hư và sống ngoài vòng pháp luật, với lời bài hát như "He is a hustler / He's no good at all / He is a loser, he's a bum, bum, bum, bum" và "He is a bad boy with a tainted heart / And even I know this ain't smart". Trong phần điệp khúc, cô cầu xin mẹ mình đừng lo lắng bằng những câu như "But mama I'm in love with a criminal" và "Mama please don't cry / I will be alright."
Theo Billboard, "Up n' Down" "đưa mọi người trở lại sàn nhảy, nơi chúng ta hình dung về một Spears hung hăng, đầy thất thường". "He About to Lose Me" là một bản ballad chịu ảnh hưởng của pop rock, được nhìn nhận là "một cú đấm mạnh về cảm xúc. Spears hát về việc ở câu lạc bộ, bị mê hoặc bởi một người đàn ông cô vừa tiếp xúc -- trong khi vẫn nghĩ về người yêu hiện tại đang ở nhà. Cô ấy sẽ rời câu lạc bộ với chàng trai mới chứ? Hay cô sẽ về nhà với người đàn ông của mình -- một anh chàng cô không chắc là còn yêu cô nữa không?" Bài hát cuối cùng trong bản cao cấp, "Don't Keep Me Waiting", được mô tả là "một khoảnh khắc new wavey rock của Spears, nơi tiếng guitar được kết hợp với âm thanh nghe như tiếng trống dùng trong nhà thi đấu." Bản nhạc được đưa vào bản cao cấp tại Nhật Bản của album "Scary" là một tác phẩm dance sôi động với nội dung về cuộc săn đuổi của Spears: "I just want your body, and I know that you want mine", Khi điệp khúc mở ra, Spears thể hiện sự ham muốn của bản thân: "It's scary, yeah / I think I need some hypnotherapy / I want you so bad it's scary."

## Tiêu đề và hình ảnh
Ngày 2 tháng 2 năm 2011, Spears công bố tiêu đề album thông qua tài khoản Twitter cá nhân và đăng tải bìa album. Spears chia sẻ:

Tôi đã dồn hết tâm huyết vào album này suốt 2 năm qua. Tôi đặt hết mọi thứ tôi có vào đây. Album này là cho các bạn, những người hâm mộ của tôi, những người luôn ủng hộ và sát cánh cùng tôi trên mọi bước đường! Tôi yêu tất cả các bạn! Gợi cảm và Mạnh mẽ. Nguy hiểm nhưng bí ẩn. Ngầu nhưng tự tin! FEMME FATALE.

Ngay sau thông báo, tiêu đề trở thành chủ đề thịnh hành trên Twitter, và sau đó trở thành xu hướng tồn tại lâu thứ mười trên nền tảng, cũng như là xu hướng liên quan đến âm nhạc đầu tiên lọt vào top 10.
Bìa album được chụp bởi Randee St. Nicholas với hình ảnh cận mặt Spears, cô mặc một chiếc váy trắng có lông trắng trên vai.
Trong một bài viết về "lịch sử trao quyền, phân biệt giới tính của người đàn bà nguy hiểm", Scott Meslow viết cho The Week, "Và khi nguyên mẫu người đàn bà nguy hiểm chuyển sang trao quyền cho phụ nữ, một số phụ nữ [như Britney] bắt đầu sở hữu nó một cách công khai."

## Phát hành và quảng bá

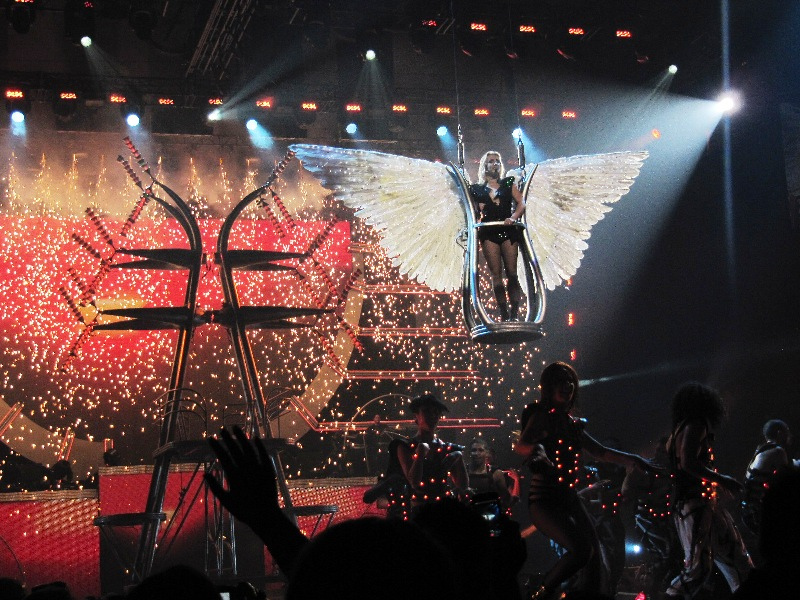
Spears trình diễn "Till the World Ends" trong chuyến lưu diễn Femme Fatale Tour năm 2011

Femme Fatale được phát hành vào ngày 25 tháng 3 năm 2011 tại Châu Âu và Châu Đại Dương, và bốn ngày sau đó tại Hoa Kỳ bởi Jive Records với hai phiên bản tiêu chuẩn và cao cấp. Đợt quảng bá đầu tiên bao gồm một cuộc phỏng vấn với Ryan Seacrest, trước khi chiến dịch quảng bá album bắt đầu vào ngày 25 tháng 3 năm 2011, với một buổi trình diễn gồm "Hold It Against Me", "Till the World Ends" và "Big Fat Bass". Đêm diễn được quay tại Rain Nightclub bên trong Palms Casino Resort và đưa vào chương trình đặc biệt của MTV mang tên Britney Spears: I Am the Femme Fatale, phát sóng ngày 3 tháng 4 năm 2011. Quản lý của Spears, Larry Rudolph, giải thích về sự lựa chọn địa điểm biểu diễn trong một cuộc phỏng vấn với MTV, nói rằng, "Chúng tôi chọn Palms vì đây là nơi Britney có rất nhiều lịch sử. Chúng tôi từng biểu diễn ở đây với album Britney, nên chúng tôi quyết định trở lại. Chúng tôi thực hiện điều này sau tám năm và làm điều đó vì người hâm mộ." Rudolph cũng giải thích rằng mục tiêu chính của nữ ca sĩ trong kỷ nguyên Femme Fatale là đem đến sự giải trí cho người hâm mộ, và nói thêm, "Tôi muốn họ biết — khi người hâm mộ xem màn trình diễn này — tôi muốn họ biết rằng Britney đã trở lại và tuyệt vời hơn bao giờ hết, cô ấy không hề đi đâu cả. Nhưng cô ấy đã trở lại và tuyệt vời hơn bao giờ hết." Buổi phát sóng đầu tiên của chương trình đặc biệt tại Hoa Kỳ đạt 0.665 triệu người xem và được Nielsen thống kê tỷ suất đạt 0,3/1 trong nhóm nhân khẩu học trưởng thành từ 18–49 tuổi.
Ngày 27 tháng 3, Spears trình diễn cùng danh sách ba bài hát tại Bill Graham Civic Auditorium trước đám đông 5,000 người trong một tập đặc biệt của Good Morning America phát sóng ngày 29 tháng 3. Nữ ca sĩ cũng thể hiện ba bản nhạc và tham gia vào hai tiểu phẩm trên Jimmy Kimmel Live! vào ngày 29 tháng 3, và xuất hiện đặc biệt tại giải Sự lựa chọn của trẻ em năm 2011. Cô cũng dự định xuất hiện nhiều lần trên The Ellen DeGeneres Show vào tuần phát hành album, nhưng sau đó đã bị hủy. Vào tháng 4 năm 2011, Spears góp giọng trong bản phối lại "S&M" của Rihanna, sau khi Rihanna hỏi người hâm mộ qua Twitter rằng họ muốn cô hợp tác với ai. Bài hát đạt vị trí số một tại Hoa Kỳ vào giữa tháng 4 năm 2011, đem lại đĩa đơn quán quân thứ năm của Spears trên bảng xếp hạng. Cô cũng tham gia dẫn chương trình khách mời tại buổi hòa nhạc Wango Tango năm 2011 với Ryan Seacrest vào ngày 14 tháng 5 năm 2011. Spears xuất hiện thoáng qua tại giải thưởng âm nhạc Billboard năm 2011, trình diễn bản phối lại "S&M" với Rihanna và một phiên bản ngắn của "Till the World Ends" với Nicki Minaj. "(Drop Dead) Beautiful" được tung ra để tải xuống miễn phí trên trang web của Freeform cho đến khi bộ phim của họ Teen Spirit được công chiếu vào ngày 5 tháng 8 năm 2011. "Trouble for Me" cũng xuất hiện trên trang chính của trang web BMG. Sau đó, Spears xuất hiện tại giải Video âm nhạc của MTV năm 2011, nơi cô được trao giải thưởng Tiên phong Video Michael Jackson. "Gasoline" được sử dụng trong quảng cáo nước hoa Fantasy Twist của Spears vào tháng 11 năm 2012.

### Lưu diễn
Ngày 16 tháng 6 năm 2011, Spears bắt đầu chuyến lưu diễn thứ tám trong sự nghiệp Femme Fatale Tour để quảng bá cho Femme Fatale. Chuyến lưu diễn được công bố vào ngày 29 tháng 3 năm 2011 và bao gồm 45 buổi diễn ở Bắc Mỹ và 26 buổi diễn ở Châu Âu. Trong một buổi phỏng vấn trên chương trình phát thanh của Ryan Seacrest vào ngày 4 tháng 3 năm 2011, Spears tuyên bố rằng cô sẽ lưu diễn tại Hoa Kỳ vào "đầu mùa hè" để quảng bá album. Vào ngày 29 tháng 3 năm 2011, sau màn trình diễn trên Good Morning America, cô thông báo một chuyến lưu diễn tổ chức chung với Enrique Iglesias, bắt đầu vào tháng 6 năm 2011. Vài giờ sau thông báo, Billboard đưa tin rằng Iglesias đã rút lui khỏi chuyến lưu diễn. Ray Wedell của Billboard suy đoán rằng lý do có thể vì Spears được những hãng tin coi là nghệ sĩ chính, trong khi Iglesias chỉ được coi là nghệ sĩ mở màn. Lịch trình cho 26 sáu ngày đầu tiên ở Bắc Mỹ cũng được công bố vào ngày 29 tháng 3 năm 2011. Những nghệ sĩ mở màn được tiết lộ vào ngày 12 tháng 4 năm 2011. Spears chia sẻ: "Đây là chuyến lưu diễn Femme Fatale và tôi rất vui khi có Nicki Minaj, Jessie and the Toy Boys và Nervo tham gia cùng tôi và đưa mọi người lên sàn nhảy. Không thể chờ đợi ngày bắt đầu với những femme fatale." Vé cho những thị trường được chọn được bán từ ngày 30 tháng 4 tại trang web của Ticketmaster và Live Nation. Vào tháng 3 năm 2011, người quản lý của Spears là Larry Rudolph nói với MTV News rằng chuyến lưu diễn sẽ có "cảm giác hậu tận thế", đồng thời bình luận rằng "Đối với chúng tôi, "Till the World Ends" đóng vai trò như chủ đề chính." Ông cũng công bố Jamie King là đạo diễn của chuyến lưu diễn. Femme Fatale Tour nhận được những đánh giá ban đầu khá tích cực, một số gọi đây là chuyến lưu diễn hay nhất trong toàn bộ sự nghiệp của cô.

## Đĩa đơn
"Hold It Against Me" được phát hành dưới dạng đĩa đơn mở đường cho album vào ngày 10 tháng 1 năm 2011. Video ca nhạc cho bài hát được công chiếu vào ngày 17 tháng 2 năm 2011 trên MTV sau một chiến dịch tung teaser kéo dài hai tuần, trong đó Spears đóng vai một người ngoài hành tinh tìm thấy danh tiếng trên Trái đất nhưng lại choáng ngợp và suy sụp bởi sự nổi tiếng. "Hold It Against Me" trở thành đĩa đơn quán quân thứ tư của Spears trên bảng xếp hạng Billboard Hot 100 ở Hoa Kỳ và là đĩa đơn thứ hai liên tiếp của cô ra mắt ở vị trí số một, giúp Spears trở thành nghệ sĩ thứ hai trong lịch sử bảng xếp hạng có nhiều đĩa đơn quán quân trong tuần đầu. Bài hát cũng đạt vị trí số một tại Bỉ (Wallonia), Canada, Đan Mạch, Phần Lan, New Zealand và Hàn Quốc.
"Till the World Ends" được chọn làm đĩa đơn thứ hai, sau khi ra mắt lần đầu trên chương trình phát thanh On Air with Ryan Seacrest của Ryan Seacrest. Bài hát nhận được đánh giá tích cực từ giới phê bình, khen ngợi sự bắt tai và bản chất nghe như thánh ca. Video ca nhạc cho "Till the World Ends" được phát hành vào ngày 6 tháng 4 năm 2011, trên Vevo với nội dung về một bữa tiệc ngầm. Một bản phối lại hợp tác với Minaj và Kesha cũng được phát hành. "Till the World Ends" đạt thành công về mặt thương mại trên toàn cầu, vươn đến vị trí thứ ba tại Hoa Kỳ và đứng đầu bảng xếp hạng ở Ba Lan, Nga, Slovakia và Hàn Quốc, lọt vào top 10 tại Úc, Bỉ (Wallonia), Canada, Cộng hòa Séc, Đan Mạch, Phần Lan, Pháp, Ireland, Israel, Ý, Mexico, New Zealand, Na Uy, Scotland, Thụy Điển và Thụy Sĩ. Bài hát cũng trở thành bản hit lớn nhất của Spears trên sóng phát thanh Hoa Kỳ vào thời điểm đó, đạt lượng khán giả tuần cao nhất sự nghiệp của cô với 98 triệu người nghe, trước khi "I Wanna Go" được phát hành.
"I Wanna Go" được công bố là đĩa đơn thứ ba từ Femme Fatale vào ngày 13 tháng 5 năm 2011. Bài hát được phát hành chính thức trên sóng phát thanh Hoa Kỳ vào ngày 14 tháng 6 năm 2011. "I Wanna Go" nhận được đánh giá tích cực từ các nhà phê bình, trong đó họ ca ngợi đoạn hook hấp dẫn của bài hát. Video ca nhạc cho "I Wanna Go" được phát hành vào ngày 22 tháng 6 năm 2011 với những cảnh Spears mơ mộng về nhiều kịch bản khác nhau trong một buổi họp báo. Sau khi ra mắt video, bài hát đạt vị trí thứ 29 trên Billboard Hot 100. Sau khi "I Wanna Go" đạt vị trí thứ bảy tại Hoa Kỳ, Femme Fatale trở thành album đầu tiên của Spears sản sinh ba bản hit lọt vào top 10 tại đây.
"Criminal" được phát hành như đĩa đơn thứ tư và cũng là cuối cùng của album sau giải Video âm nhạc của MTV năm 2011 vào ngày 28 tháng 8 năm 2011. Đầu tháng đó, một cuộc thăm dò trên trang Facebook chính thức của Spears được tạo ra để người hâm mộ bình chọn cho đĩa đơn chính thức thứ tư từ Femme Fatale, lựa chọn bao gồm "Criminal", "(Drop Dead) Beautiful" và "Inside Out". "Criminal" sau đó được phát hành vào ngày 30 tháng 9 năm 2011, và là đĩa đơn cuối cùng từ album. Video ca nhạc cho bài hát được quay tại Stoke Newington, một quận của London, Anh. Bản nhạc đạt vị trí thứ 55 tại Hoa Kỳ.
Mặc dù không được phát hành dưới dạng đĩa đơn, bài hát phiên bản cao cấp "Selfish" đạt vị trí thứ 12 trên bảng xếp hạng Billboard Dance/Electronic Songs vào tháng 2 năm 2024, sau một chiến dịch của người hâm mộ nhằm vượt qua đĩa đơn cùng tên của Justin Timberlake.

## Tiếp nhận chuyên môn
| Xếp hạng chuyên môn        | Xếp hạng chuyên môn |
| Điểm trung bình            | Điểm trung bình     |
| Nguồn                      | Đánh giá            |
| -------------------------- | ------------------- |
| AnyDecentMusic?            | 6.1/10              |
| Metacritic                 | 67/100              |
| Nguồn đánh giá             |                     |
| Nguồn                      | Đánh giá            |
| AllMusic                   | [ 101 ]             |
| Entertainment Weekly       | B+                  |
| The Guardian               | [ 102 ]             |
| The Independent            | [ 45 ]              |
| MSN Music (Expert Witness) | B+                  |
| NME                        | 7/10                |
| The Observer               | [ 40 ]              |
| Rolling Stone              | [ 22 ]              |
| Slant Magazine             | [ 105 ]             |
| Spin                       | 7/10                |

Femme Fatale đa phần nhận được những phản ứng tích cực từ các nhà phê bình âm nhạc. Tại Metacritic, album đạt điểm trung bình là 67 trên 100 (đồng nghĩa "đánh giá nhìn chung là tích cực") dựa trên 25 đánh giá từ các nhà phê bình đại chúng. Jody Rosen của Rolling Stone nhận xét rằng đây "có thể là album hay nhất của Britney; và chắc chắn là album kỳ lạ nhất của cô". Biên tập viên của AllMusic, Stephen Thomas Erlewine cho rằng sự hiện diện của Spears trong Femme Fatale bị lu mờ bởi quá trình sản xuất "cao cấp" của album, gọi đĩa hát "về cơ bản là bản làm lại sạch hơn, đẳng cấp hơn của Blackout tối tăm, lòe loẹt [...] một thiên đường của nhà sản xuất". Robert Everett-Green của The Globe and Mail cho album 3.5 trên 4 sao và khen ngợi "chất nhạc điện tử đầy lấp lánh", đồng thời gọi đây là "một trong những thú vui tội lỗi lớn nhất của nhạc pop trong năm". Kitty Empire của The Observer bình luận rằng Spears "tạo nên "một bản thu âm dance dữ dội" như lời cô đã hứa". Ailbhe Malone của NME coi Femme Fatale là "tác phẩm hay nhất" của cô và viết rằng album "tràn đầy sự tự tin, thoải mái của một người biết rằng bản thân đã trở lại đỉnh cao."
Robert Christgau của MSN Music xếp album hạng B+, cho rằng đĩa nhạc "đáng chú ý theo cách này hay cách khác, nhưng cũng có phần tầm thường hoặc hời hợt". Sal Cinquemani của Slant Magazine bình luận rằng việc Spears ít can thiệp vào quá trình sản xuất khiến "thành công của một bài hát hầu như phụ thuộc vào chất lượng sáng tác và sản xuất của những người khác, và mọi bài hát trong Femme Fatale đều thành công hay thất bại dựa trên cơ sở đó". Cây bút Carl Wilson của Los Angeles Times thấy rằng album "tìm ra sự thống nhất về chủ đề, phong cách và âm nhạc bằng cách tưởng tượng ra những viễn cảnh mà việc biến mất vào sự ẩn danh tạo nên sự thoải mái và giải thoát". Tom Gockelen-Kozlowski của The Daily Telegraph cho rằng, "mặc dù với giọng hát yếu và lời nhạc sáo rỗng, [Spears] đã tự đưa mình vào hàng tiên phong của nhạc pop với sự kết hợp tuyệt vời giữa dubstep cực ngầu và nhạc pop ngọt ngào". The A.V. Club của AV Club viết rằng Spears "an cư lạc nghiệp [trong quá trình sản xuất], sẵn sàng làm bất cứ điều gì và tự tin vào những chuyên gia đáng tin cậy và biết cách sử dụng cô ấy tốt nhất".
Trong một bài đánh giá trái chiều, Andy Gill của The Independent chỉ trích "sự cống hiến hết mình cho sàn nhảy" và nhận thấy "chỉ có những biến thể nhịp điệu nhỏ nhất hoặc sự khác biệt trong giai điệu điện tử mới có thể phân biệt được tác phẩm của nhà sản xuất này với nhà sản xuất khác". Jon Caramanica của The New York Times cho rằng "phần lớn âm nhạc trong album có cảm giác ngang phè và thừa thãi, thiếu tính sảng khoái so với những album dance-pop trung bình ở châu Âu cách đây vài năm". Alexis Petridis của The Guardian viết rằng "giọng hát của Spears vẫn vô hồn như mọi khi, và được khuếch đại bởi sự xa hoa của Auto-Tune". Evan Sawdey của PopMatters cảm nhận "thế giới quan của Spears hoàn toàn khép kín" và mô tả Femme Fatale "chỉ là một album ngớ ngẩn cho câu lạc bộ". Rich Juzwiak của The Village Voice viết rằng "tiếng nói của cô không đóng góp nhiều cho cuộc trò chuyện", viết rằng sự ít can thiệp của cô là "có vấn đề với một album mang chủ nghĩa khoái lạc và sự nóng bỏng tạo nên điều đó".
Nhiều nhà phê bình âm nhạc, mặc dù đưa ra những đánh giá tích cực, nhìn nhận rằng Spears gần như không có nhiều đóng góp cho Femme Fatale. Ca sĩ kiêm nhạc sĩ Ryan Tedder bảo vệ cô, tuyên bố rằng "[Frank] Sinatra không viết bài hát nào, Garth Brooks hầu như không viết bất cứ bài hát nào, tôi nghĩ George Strait có 51 bài hát số một và anh ấy vẫn chưa viết bài hát nào. Rascal Flatts là một trong những nghệ sĩ nhạc đồng quê lớn nhất thế giới và tất cả những bản hit của họ đều do người khác sáng tác." Spears đáp lại những lời chỉ trích tiếp theo về khả năng biểu diễn của cô, "Tôi thực sự không có gì để chứng minh vào lúc này. Tôi chỉ làm vì vui và xem điều gì sẽ xảy ra."
Jocelyn Vena của MTV lưu ý rằng "lần đầu tiên sau một thời gian, cô ấy có vẻ thoải mái khi trở thành một siêu sao nhạc pop như hiện tại." Spin gọi Femme Fatale là album hay thứ 50 của năm 2011 và cũng xếp thứ 3 trong danh sách "20 Album nhạc Pop hay nhất năm 2011" của họ. Digital Spy xếp album ở vị trí thứ 11 trong danh sách cuối năm của họ. "Till the World Ends" được Rolling Stone vinh danh là bài hát hay thứ ba của năm 2011 và là đĩa đơn hay thứ ba của năm 2011 bởi Billboard, những người mô tả đây là "đĩa đơn trực diện nhất của Britney kể từ 'Toxic'." Sam Lansky của PopCrush coi "Till the World Ends" là bản nhạc pop hay nhất năm 2011 Digital Spy cũng coi bài hát là tác phẩm hay nhất năm 2011, gọi đây là "bản nhạc hay nhất của Britney kể từ 'Toxic'" và là "bản hit bị đánh giá thấp nhất của cô."

## Thành tựu
Mặc dù nhận được những đánh giá hầu như là tích cực từ các nhà phê bình âm nhạc, Femme Fatale không nhận được bất kỳ đề cử nào tại giải Grammy lần thứ 54. John Mitchell của MTV chỉ trích lễ trao giải và cho rằng "Till the World Ends" nên được đề cử cho Thu âm nhạc dance xuất sắc nhất. Robbie Daw của Idolator cũng bảy tỏ việc Spears phải được đề cử: "Cô ấy sở hữu album số 1 với loạt ba bản hit. Vậy chuyện gì đang xảy ra?" Ed Christman của Billboard chỉ ra rằng Femme Fatale đã bị hội đồng bỏ phiếu giải Grammy "bỏ qua". Tuy nhiên, James Montgomery, cũng của MTV, chia sẻ rằng Spears "chưa từng được coi là nghệ sĩ Grammy và chỉ chiến thắng một lần trong toàn bộ sự nghiệp."

### Giải thưởng và đề cử
| Năm  | Hạng mục                                     | Giải thưởng                                    | Kết quả   | Ct.     |
| ---- | -------------------------------------------- | ---------------------------------------------- | --------- | ------- |
| 2011 | Album của năm                                | Giải thưởng Lựa chọn của Người hâm mộ PopCrush | Đề cử     | [ 132 ] |
| 2011 | Album quán quân Billboard 200 được yêu thích | Giải thưởng âm nhạc giữa năm của Billboard     | Đoạt giải | [ 133 ] |
| 2012 | Album được yêu thích                         | Giải Sự lựa chọn của Công chúng                | Đề cử     | [ 134 ] |

## Diễn biến thương mại

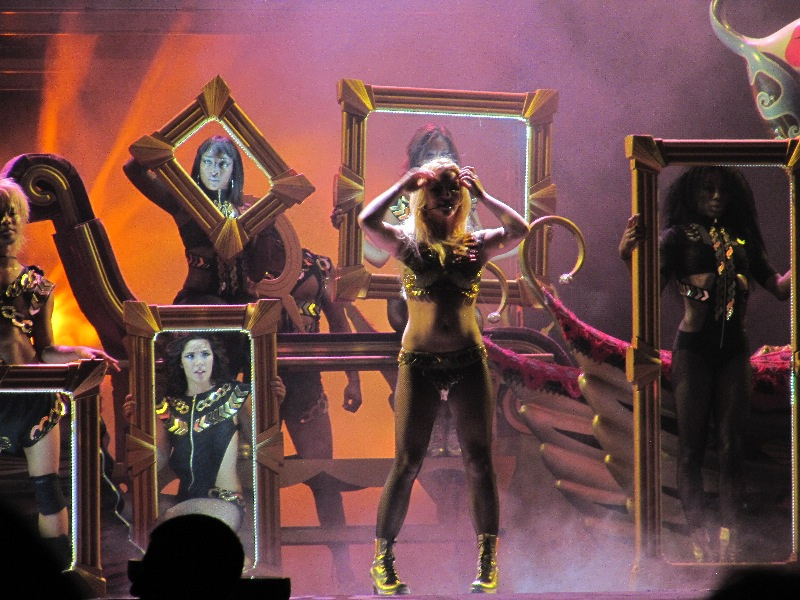
Spears trình diễn "(Drop Dead) Beautiful" trong chuyến lưu diễn Femme Fatale Tour năm 2011

Femme Fatale ra mắt ở vị trí số một trên bảng xếp hạng Billboard 200 ở Hoa Kỳ, với doanh số tuần đầu tiên là 276,000 bản. Đây là album quán quân thứ sáu của Spears trên bảng xếp hạng và giúp cô đứng thứ tư trong danh sách những nghệ sĩ nữ có nhiều album số một nhất lúc bấy giờ, cùng với Mariah Carey và Janet Jackson. Trong tuần thứ hai, đĩa hát tụt một bậc xuống vị trí thứ hai, với doanh số là 75,000 bản, nâng tổng số hai tuần bán ra là 351,000 bản tại Hoa Kỳ. Femme Fatale trải qua năm tuần liên tiếp trong top 10 của Billboard 200. Album được chứng nhận Bạch kim vào tháng 4 năm 2011 bởi Hiệp hội Công nghiệp Ghi âm Hoa Kỳ (RIAA), và đã bán được 805,000 bản tại đây tính đến tháng 5 năm 2020. Tại Mexico, album ra mắt ở vị trí số một ngay khi phát hành, trải qua ba tuần trong top 10 trước khi tụt xuống vị trí thứ 13. Hiệp hội các nhà sản xuất bản thu âm và Videograms ở Mexico, A.C. (AMPROFON) trao chứng nhận Vàng cho album và theo Sony Music México, Femme Fatale bán được hơn 40,000 bản tại đây.
Album ra mắt ở vị trí thứ tám trên UK Albums Chart, bán được 31,650 bản trong tuần đầu, trở thành album phòng thu đạt thứ hạng thấp nhất của cô tại Vương quốc Anh kể từ In the Zone (2003), đạt vị trí thứ 13 vào tháng 7 năm 2004. Tại Đức, đĩa hát ra mắt ở vị trí thứ mười, trở thành album phòng thu thứ bảy liên tiếp của cô lọt vào top 10 và thứ tám nếu tính cả album tuyển tập Greatest Hits: My Prerogative (2004), vốn đạt vị trí thứ tư. Femme Fatale ra mắt ở vị trí thứ tám tại Đan Mạch, bán được 1,009 bản trong tuần đầu tiên. Ngày 4 tháng 4 năm 2011, album ra mắt ở vị trí số một tại Úc, trở thành đĩa hát quán quân đầu tiên của Spears tại đây, đồng thời được chứng nhận Vàng bởi Hiệp hội Công nghiệp ghi âm Úc (ARIA) trong tuần ra mắt với doanh số bán ra cán mốc 35,000 bản.
Trong danh sách tổng kết lượng tiêu thụ giữa năm của Billboard năm 2011, Spears xuất hiện hai lần: Femme Fatale đạt vị trí thứ 12 với 590,000 đơn vị được bán ra và đĩa đơn thứ hai "Till the World Ends" đạt vị trí thứ 18 với 1,989,000 bản được bán ra. Tính đến tháng 2 năm 2014, album bán được 2.4 triệu bản trên toàn cầu.

## Danh sách bài hát
| Femme Fatale – Bản tiêu chuẩn | Femme Fatale – Bản tiêu chuẩn              | Femme Fatale – Bản tiêu chuẩn                                                         | Femme Fatale – Bản tiêu chuẩn                | Femme Fatale – Bản tiêu chuẩn |
| STT                           | Nhan đề                                    | Sáng tác                                                                              | Sản xuất                                     | Thời lượng                    |
| ----------------------------- | ------------------------------------------ | ------------------------------------------------------------------------------------- | -------------------------------------------- | ----------------------------- |
| 1.                            | "Till the World Ends"                      | Lukasz Gottwald Alexander Kronlund Max Martin Kesha Sebert                            | Dr. Luke Martin Billboard Wright [a]         | 3:57                          |
| 2.                            | "Hold It Against Me"                       | Martin Gottwald Mathieu Jomphe Bonnie McKee                                           | Dr. Luke Martin Billboard [b]                | 3:48                          |
| 3.                            | "Inside Out"                               | Gottwald Jacob Kasher Hindlin Jomphe Martin McKee                                     | Dr. Luke Martin Billboard Wright [a]         | 3:38                          |
| 4.                            | "I Wanna Go"                               | Shellback Martin Savan Kotecha                                                        | Martin Shellback                             | 3:30                          |
| 5.                            | "How I Roll"                               | Christian Karlsson Henrik Jonback Magnus Lidehäll Pontus Winnberg McKee Nicole Morier | Bloodshy Jonback Magnus Wright [a]           | 3:36                          |
| 6.                            | "(Drop Dead) Beautiful" (hợp tác với Sabi) | Jeremy Coleman Joshua Coleman Ester Dean Jomphe Benjamin Levin                        | Benny Blanco Ammo JMike Billboard Wright [a] | 3:36                          |
| 7.                            | "Seal It with a Kiss"                      | Gottwald Martin McKee Henry Walter                                                    | Dr. Luke Martin Cirkut Wright [a]            | 3:26                          |
| 8.                            | "Big Fat Bass" (hợp tác với will.i.am)     | William Adams                                                                         | will.i.am                                    | 4:44                          |
| 9.                            | "Trouble for Me"                           | Fraser T Smith Heather Bright Olivia Waithe                                           | Smith                                        | 3:19                          |
| 10.                           | "Trip to Your Heart"                       | Karlsson Jonback Lidehäll Winnberg Morier Sophie Stern                                | Bloodshy Jonback Magnus Wright [a]           | 3:33                          |
| 11.                           | "Gasoline"                                 | Gottwald Claude Kelly Levin McKee Emily Wright                                        | Dr. Luke Blanco Wright [a]                   | 3:08                          |
| 12.                           | "Criminal"                                 | Shellback Martin Tiffany Amber                                                        | Martin Shellback                             | 3:45                          |
| Tổng thời lượng:              | Tổng thời lượng:                           | Tổng thời lượng:                                                                      | Tổng thời lượng:                             | 44:00                         |

| Femme Fatale – Bản cao cấp | Femme Fatale – Bản cao cấp | Femme Fatale – Bản cao cấp                                         | Femme Fatale – Bản cao cấp         | Femme Fatale – Bản cao cấp |
| STT                        | Nhan đề                    | Sáng tác                                                           | Sản xuất                           | Thời lượng                 |
| -------------------------- | -------------------------- | ------------------------------------------------------------------ | ---------------------------------- | -------------------------- |
| 13.                        | "Up n' Down"               | Shellback Martin Kotecha                                           | Martin Shellback Oligee            | 3:42                       |
| 14.                        | "He About to Lose Me"      | Rodney Jerkins Ina Wroldsen                                        | Jerkins                            | 3:48                       |
| 15.                        | "Selfish"                  | Dean Mikkel S. Eriksen Tor Erik Hermansen Sandy Wilhelm Traci Hale | Stargate Sandy Vee Kuk Harrell [a] | 3:43                       |
| 16.                        | "Don't Keep Me Waiting"    | Jerkins Michaela Shiloh Thomas Lumpkins                            | Jerkins                            | 3:21                       |
| Tổng thời lượng:           | Tổng thời lượng:           | Tổng thời lượng:                                                   | Tổng thời lượng:                   | 58:34                      |

| Femme Fatale – Bản cao cấp tại Nhật (bài nhạc bổ sung) | Femme Fatale – Bản cao cấp tại Nhật (bài nhạc bổ sung) | Femme Fatale – Bản cao cấp tại Nhật (bài nhạc bổ sung) | Femme Fatale – Bản cao cấp tại Nhật (bài nhạc bổ sung) | Femme Fatale – Bản cao cấp tại Nhật (bài nhạc bổ sung) |
| STT                                                    | Nhan đề                                                | Sáng tác                                               | Sản xuất                                               | Thời lượng                                             |
| ------------------------------------------------------ | ------------------------------------------------------ | ------------------------------------------------------ | ------------------------------------------------------ | ------------------------------------------------------ |
| 17.                                                    | "Scary"                                                | Britney Spears Smith Kasia Livingston                  | Smith                                                  | 3:39                                                   |
| Tổng thời lượng:                                       | Tổng thời lượng:                                       | Tổng thời lượng:                                       | Tổng thời lượng:                                       | 62:13                                                  |

Ghi chí
- ^a  nghĩa là sản xuất giọng hát
- ^b  nghĩa là đồng sản xuất

## Thành phần thực hiện
Thành phần thực hiện cho Femme Fatale được trích từ AllMusic.
- Ammo – nhạc cụ, sản xuất, lập trình, giọng nền
- Beatriz Artola – kỹ sư
- Stacey Barnett – giọng nền
- Billboard – nhạc cụ, sản xuất, lập trình
- Benny Blanco – nhạc cụ, sản xuất, lập trình, giọng nền
- Sophia Black – giọng nền
- Christian Karlsson – nhạc cụ, sản xuất, lập trình, sản xuất giọng hát
- Heather Bright – giọng nền
- Tom Coyne – master
- Ester Dean – giọng nền
- Megan Dennis – điều phối sản xuất
- DJ Ammo – lập trình trống, synthesizer
- Dr. Luke – giám đốc điều hành, nhạc cụ, sản xuất, lập trình, giọng nền
- Dream Machine – nhạc cụ, sản xuất, lập trình
- Dylan Dresdow – phối khí
- Eric Eylands – hỗ trợ kỹ sư
- Ashton Foster – giọng nền
- Livvi Franc – giọng nền
- Fraser T Smith – lập trình trống, đàn phím, sản xuất
- Clint Gibbs – điều phối sản xuất
- Aniela Gottwald – hỗ trợ
- Tatiana Gottwald – hỗ trợ
- Venza Gottwald – hỗ trợ
- John Hanes – kỹ sư, phối khí
- Jeri Heiden – chỉ đạo nghệ thuật
- Sam Holland – kỹ sư, giọng nền
- J-MIKE – nhạc cụ, sản xuất, lập trình, giọng nền
- Cristyle Johnson – giọng nền
- Henrik Jonback – nhạc cụ, sản xuất, lập trình, sản xuất giọng hát
- Claude Kelly – giọng nền
- Padraic Kerin – kỹ sư
- Alexander Kronlund – nhạc cụ, lập trình
- Adam Leber – A&R
- Jeremy "J Boogs" Levin – hỗ trợ
- Magnus – nhạc cụ, sản xuất, lập trình, sản xuất giọng hát
- Myah Marie – giọng nền
- Max Martin – kỹ sư, giám đốc điều hành, nhạc cụ, đàn phím, sản xuất, lập trình, giọng nền
- Bonnie McKee – giọng nền, giọng ca khách mời
- Nicole Morier – giọng nền
- Jackie Murphy – giám đốc sáng tạo
- Rob Murray – hỗ trợ
- Chris "Tek" O'Ryan – kỹ sư
- Chau Phan – giọng nền
- Irene Richter – điều phối sản xuất
- Tim Roberts – hỗ trợ kỹ sư, phối khí hỗ trợ
- Patrizia Rogosch – giọng nền
- Larry Rudolph – A&R
- Britney Spears – giọng chính, concept, giọng nền
- Shellback – bass, kỹ sư, guitar, đàn phím, sản xuất
- Nick Steinhardt – chỉ đạo nghệ thuật, thiết kế
- Ryan Supple – sản xuất hình ảnh
- Peter Thea – A&R
- Dave Thomas – nhà tạo mẫu
- will.i.am – lập trình trống, kỹ sư, piano, sản xuất, synthesizer, giọng ca khách mời
- Emily Wright – kỹ sư, sản xuất giọng hát
- Randee St. Nicholas – nhiếp ảnh gia
- Şerban Ghenea – phối khí

## Xếp hạng
| Bảng xếp hạng (2011)                     | Vị trí cao nhất |
| ---------------------------------------- | --------------- |
| Album Úc (ARIA)                          | 1               |
| Album Áo (Ö3 Austria)                    | 10              |
| Album Bỉ (Ultratop Vlaanderen)           | 8               |
| Album Bỉ (Ultratop Wallonie)             | 5               |
| Album Canada (Billboard)                 | 1               |
| Album Croatia Quốc tế (HDU)              | 8               |
| Album Cộng hòa Séc (ČNS IFPI)            | 5               |
| Album Đan Mạch (Hitlisten)               | 8               |
| Album Hà Lan (Album Top 100)             | 7               |
| Album Phần Lan (Suomen virallinen lista) | 7               |
| Album Pháp (SNEP)                        | 4               |
| Album Đức (Offizielle Top 100)           | 10              |
| Album Hy Lạp (IFPI)                      | 6               |
| Album Hungaria (MAHASZ)                  | 6               |
| Album Ireland (IRMA)                     | 4               |
| Album Ý (FIMI)                           | 4               |
| Album Nhật Bản (Oricon)                  | 8               |
| Album México (Top 100 Mexico)            | 1               |
| Album New Zealand (RMNZ)                 | 3               |
| Album Na Uy (VG-lista)                   | 3               |
| Album Ba Lan (ZPAV)                      | 17              |
| Album Bồ Đào Nha (AFP)                   | 4               |
| Album Nga (2М)                           | 1               |
| Album Scotland (OCC)                     | 10              |
| Album Hàn Quốc (Circle)                  | 8               |
| Album Hàn Quốc Quốc tế (Circle)          | 1               |
| Album Tây Ban Nha (PROMUSICAE)           | 4               |
| Album Thụy Điển (Sverigetopplistan)      | 5               |
| Album Thụy Sĩ (Schweizer Hitparade)      | 2               |
| Album Anh Quốc (OCC)                     | 8               |
| Album Hoa Kỳ Billboard 200               | 1               |
| Album Venezuela (Recordland)             | 2               |

| Bảng xếp hạng(2011)                 | Vị trí |
| ----------------------------------- | ------ |
| Album Úc (ARIA)                     | 86     |
| Album Bỉ (Ultratop Flanders)        | 89     |
| Album Bỉ (Ultratop Wallonia)        | 45     |
| Album Canada (Billboard)            | 41     |
| Album Đan Mạch (Hitlisten)          | 88     |
| Album Pháp (SNEP)                   | 60     |
| Album Pháp Nhạc số (SNEP)           | 38     |
| Album Hungaria (MAHASZ)             | 75     |
| Album México (AMPROFON)             | 64     |
| Album México Quốc tế (AMPROFON)     | 18     |
| Album Nga (2M)                      | 16     |
| Album Thụy Điển (Sverigetopplistan) | 86     |
| Album Thụy Sĩ (Schweizer Hitparade) | 79     |
| Album Anh Quốc (OCC)                | 139    |
| Hoa Kỳ Billboard 200                | 31     |
| Album Toàn cầu (IFPI)               | 24     |

## Chứng nhận
| Quốc gia | Chứng nhận  | Số đơn vị/doanh số chứng nhận |
| --- | ----------- | ----------------------------- |
| Úc (ARIA) | Vàng        | 35.000^                       |
| Brasil (Pro-Música Brasil) | —           | 80,000                        |
| Canada (Music Canada) | 2× Bạch kim | 160.000‡                      |
| Đan Mạch (IFPI Đan Mạch) | Vàng        | 10.000‡                       |
| Pháp (SNEP) | Vàng        | 50.000*                       |
| Ireland (IRMA) | Vàng        | 7.500^                        |
| Nhật Bản (RIAJ) | —           | 28,704                        |
| México (AMPROFON) | Vàng        | 40,000                        |
| New Zealand (RMNZ) | Vàng        | 7.500‡                        |
| Nga (NFPF) | Bạch kim    | 10.000*                       |
| Tây Ban Nha (PROMUSICAE) | —           | 4,621                         |
| Thụy Điển (GLF) | Vàng        | 20.000‡                       |
| Anh Quốc (BPI) | Vàng        | 100.000‡                      |
| Hoa Kỳ (RIAA) | Bạch kim    | 1.000.000^                    |
| Tổng hợp |             |                               |
| Toàn cầu | —           | 2,400,000                     |
| * Chứng nhận dựa theo doanh số tiêu thụ. ^ Chứng nhận dựa theo doanh số nhập hàng. ‡ Chứng nhận dựa theo doanh số tiêu thụ và phát trực tuyến. |             |                               |

## Lịch sử phát hành
| Khu vực        | Ngày             | Định dạng                                 | Phiên bản              | Hãng đĩa   | Ct.                             |
| -------------- | ---------------- | ----------------------------------------- | ---------------------- | ---------- | ------------------------------- |
| Úc             | 25 tháng 3, 2011 | CD                                        | Cao cấp                | Sony       | [ 214 ] [ 215 ]                 |
| Áo             | 25 tháng 3, 2011 | CD                                        | Tiêu chuẩn cao cấp     | Sony       | [ 216 ] [ 217 ]                 |
| Đan Mạch       | 25 tháng 3, 2011 | CD                                        | Tiêu chuẩn cao cấp     | Sony       | [ 218 ] [ 219 ]                 |
| Phần Lan       | 25 tháng 3, 2011 | CD                                        | Tiêu chuẩn             | Sony       | [ 220 ]                         |
| Đức            | 25 tháng 3, 2011 | CD tải nhạc số                            | Tiêu chuẩn cao cấp     | Sony       | [ 216 ] [ 217 ] [ 221 ] [ 222 ] |
| Hà Lan         | 25 tháng 3, 2011 | CD                                        | Cao cấp                | Sony       | [ 223 ]                         |
| Na Uy          | 25 tháng 3, 2011 | CD                                        | Cao cấp                | Sony       | [ 224 ]                         |
| Thụy Điển      | 25 tháng 3, 2011 | CD tải nhạc số                            | Tiêu chuẩn             | Sony       | [ 225 ] [ 226 ]                 |
| Thụy Sĩ        | 25 tháng 3, 2011 | CD                                        | Tiêu chuẩn cao cấp     | Sony       | [ 216 ] [ 217 ]                 |
| Pháp           | 28 tháng 3, 2011 | CD tải nhạc số                            | Tiêu chuẩn cao cấp     | Sony       | [ 227 ] [ 228 ] [ 229 ] [ 230 ] |
| Hồng Kông      | 28 tháng 3, 2011 | CD                                        | Cao cấp                | Sony       | [ 231 ]                         |
| Ba Lan         | 28 tháng 3, 2011 | CD                                        | Eco Tiêu chuẩn cao cấp | Sony       | [ 232 ]                         |
| Nam Phi        | 28 tháng 3, 2011 | CD                                        | Cao cấp                | Sony       | [ 233 ]                         |
| Đài Loan       | 29 tháng 3, 2011 | CD                                        | Cao cấp                | Sony       | [ 234 ]                         |
| Hoa Kỳ         | 29 tháng 3, 2011 | CD tải nhạc số                            | Tiêu chuẩn cao cấp     | Jive       | [ 235 ] [ 236 ]                 |
| Nhật Bản       | 6 tháng 4, 2011  | CD tải nhạc số                            | Tiêu chuẩn cao cấp     | Sony Japan | [ 237 ] [ 238 ] [ 239 ]         |
| Vương quốc Anh | 17 tháng 6, 2011 | CD                                        | Cao cấp                | RCA        | [ 240 ]                         |
| Hoa Kỳ         | 14 tháng 2, 2020 | Đĩa than (Độc quyền tại Urban Outfitters) | Tiêu chuẩn             | Legacy     | [ 241 ]                         |
| Hoa Kỳ         | 4 tháng 2, 2021  | Cassette (Độc quyền tại Urban Outfitters) | Tiêu chuẩn             | Legacy     | [ 242 ]                         |
| Hoa Kỳ         | 31 tháng 3, 2023 | Đĩa than                                  | Tiêu chuẩn             | Legacy     | [ 243 ]                         |
| Úc             | 26 tháng 5, 2023 | Đĩa than vân đá trắng/đen                 | Tiêu chuẩn             | Sony       | [ 244 ]                         |
| Đức            | 26 tháng 5, 2023 | Đĩa than vân đá trắng/đen                 | Tiêu chuẩn             | Sony       | [ 245 ]                         |
| Ba Lan         | 26 tháng 5, 2023 | Đĩa than vân đá trắng/đen                 | Tiêu chuẩn             | Sony       | [ 246 ]                         |
| Vương quốc Anh | 26 tháng 5, 2023 | Đĩa than vân đá trắng/đen                 | Tiêu chuẩn             | Sony       | [ 247 ]                         |